# Murano
Murano, venetisch Muran, ist eine Inselgruppe nordöstlich der Altstadt von Venedig in der Lagune von Venedig. Sie ist bekannt für ihre Glaskunst, lebt aber auch vom Tourismus und – in wesentlich geringerem Umfang – vom Fischfang.
Ihre Wurzeln reichen bis in die Spätantike zurück. Im 5. und 6. Jahrhundert wuchs die Bevölkerung durch Flüchtlinge aus Altinum an, die vor Hunnen und Langobarden Schutz suchten. Ende des 13. Jahrhunderts wurde hier die Glasproduktion konzentriert, die gegen Ende der Republik Venedig im Niedergang begriffen war. Im Lauf des 19. Jahrhunderts kam es zu einer Neubelebung, die von der Kommune unterstützt wurde. Murano gehört seit 1924 zur Stadt Venedig.

## Geographie
Murano liegt 1,1 km nördlich von Cannaregio (Teil der Altstadt von Venedig) sowie 230 Meter nördlich der Friedhofsinsel San Michele. Die Gesamtfläche beträgt 1,17 km² (genauer 1.171.625 m²), mit 4.683 Einwohnern (Stand 19. August 2009). Die Inselgruppe erreicht nur eine Höhe von einem Meter.
Die Gruppe besteht aus sieben Einzelinseln, die durch acht Kanäle voneinander getrennt und durch elf Brücken miteinander verbunden sind.

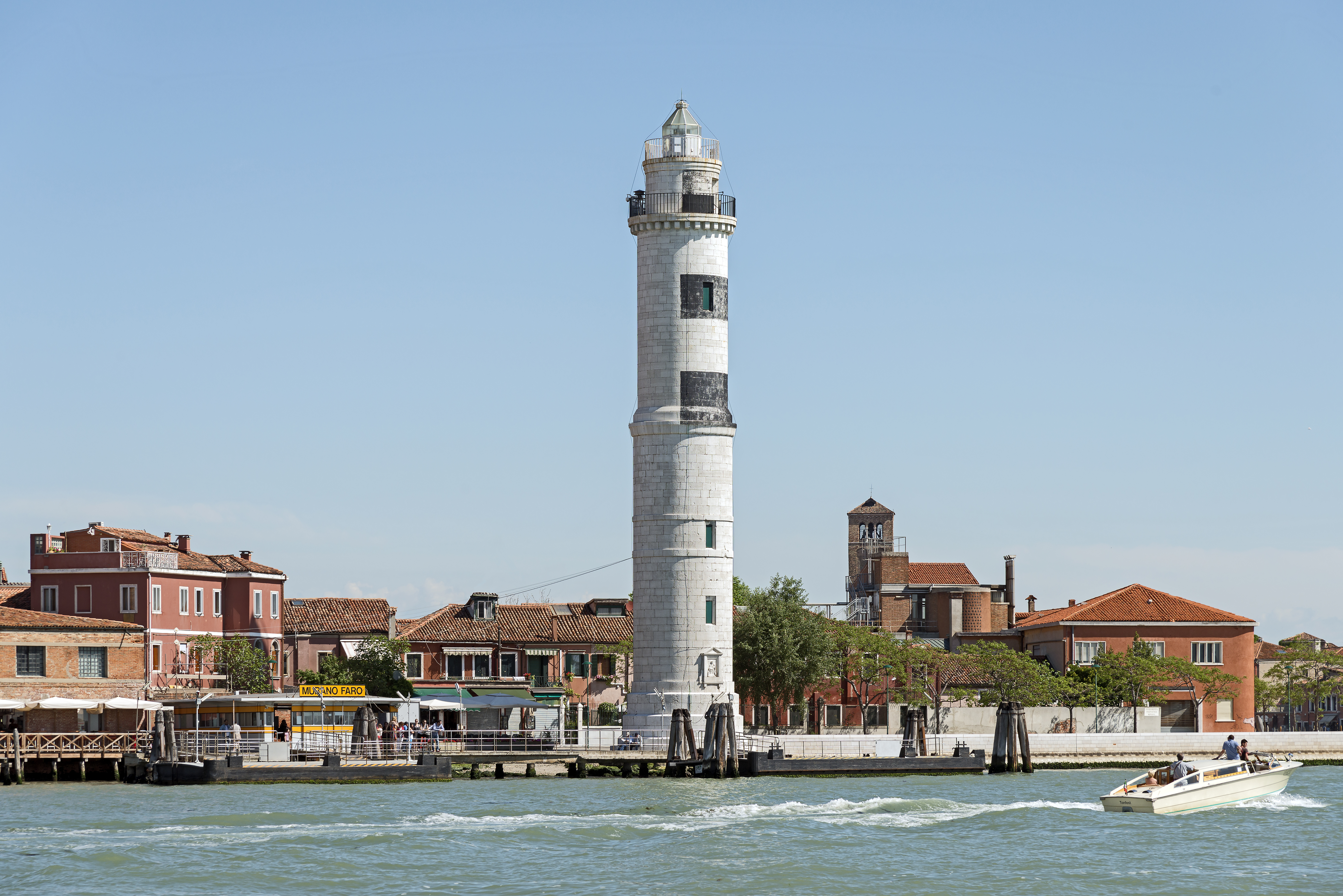
Leuchtturm von Santo Stefano

Durch den breiteren Canal Grande di Murano (der sich von West nach Ost untergliedert in Canale degli Angeli, Canale Ponte Lungo und Canale San Giovanni) ist Murano in zwei Teilgruppen gegliedert. Zur nördlichen Gruppe gehören die Inseln Sacca Mattia, eine noch wenig bebaute, künstliche Insel, dann die Hauptinsel San Donato, dazu Dei Conventi und Navagero. Zur südlichen Gruppe gehören die drei Inseln Sacca Serenella, die zweite künstliche Insel, dann San Pietro Martire (mit dem Palazzo da Mula) und S. Chiara e Santo Stefano, wo sich der faro, der Leuchtturm befindet.
Ähnlich wie die Altstadt von Venedig weist Murano eine Reihe von Kanälen auf, die von zehn Brücken überspannt werden, die die Inseln miteinander verbinden:
- Ponte Angelo Zaniol,  Canale San Donato
- Ponte Ballarin o de Mezo, Rio dei Vetrai
- Ponte delle Terese, Canale San Donato
- Ponte San Donato, Canale San Donato
- Ponte San Martino, Rio San Matteo
- Ponte San Pietro Martire, Rio dei Vetrai
- Ponte Santa Chiara, Rio dei Vetrai
- Ponte Longo Lino Toffolo o Vivarini, Canale Ponte Longo
- Ponte del Campo Sportivo, Canale di San Mattia
- Ponte dell’isola della Serenella Canale Serenella

| Insel                  | Fläche m² | Bevölkerung 2009 | Anmerkungen                             |  |
| ---------------------- | --------- | ---------------- | --------------------------------------- |  |
| Sacca Mattia           | 411.863   | 7                | künstliche Insel, noch wenig bebaut     |  |
| San Donato             | 349.570   | 1776             | Hauptinsel                              |  |
| Dei Conventi           | 129.850   | 1224             | mit San Giuseppe                        |  |
| Navagero               | 122.259   | 268              | mit San Matteo und dem Palazzo Trevisan |  |
| Sacca Serenella        | 159.975   | 18               | künstliche Insel                        |  |
| San Pietro Martire     | 219.919   | 969              | mit dem Palazzo da Mula                 |  |
| S. Chiara e S. Stefano | 137.886   | 450              | mit dem Leuchtturm                      |  |
| Murano                 | 1.531.322 | 4.712            |                                         |  |

Die drei Inseln südlich des Canal Grande di Murano, nämlich San Pietro Martire, Santo Stefano und Sacca Serenella, sowie der westliche Teil der Hauptinsel San Donato mit der Filialkirche Santa Maria degli Angeli gehören zur Pfarrei San Pietro di Murano. Die restlichen Gebiete gehören zur Pfarrei San Donato di Murano.

## Geschichte

### Spätantike und Frühmittelalter
Schon im Römischen Reich bestanden Kanäle (fossae), die, wie die fossa Clodia, bis Chioggia reichten. Sie gestatteten Booten die Fahrt nach Pellestrina, Poveglia und Malamocco. So konnte der Verkehr von Ravenna über diese Wasserwege nach San Pietro di Castello, Murano, San Giacomo in Paludo und Torcello bzw. Altinum reichen. Nördlich von Murano fanden sich Überreste zweier Wachposten aus dem 3. und 4. Jahrhundert.
Töpferwaren fanden sich aus dem späten 4. bis Mitte des 6. Jahrhunderts beim heutigen Museo Vetrario, dem Museum für die Glasmacherkunst. Ende des 6. Jahrhunderts kamen Flüchtlinge vor den Langobarden vom Festland nach Torcello und Murano, aber auch auf andere Inseln. Um 600 hatte die Insel mit dem steigenden Wasserspiegel der Lagune zu kämpfen, im 7. und 8. Jahrhundert setzten Aufschüttungen ein. Als das benachbarte Torcello nach und nach bis zum 12. Jahrhundert aufgegeben werden musste, zogen viele seiner Bewohner nach Murano.
Im 11. Jahrhundert spielte die Salzgewinnung eine große Rolle. Im Zeitraum von 1000 bis 1049 befanden sich von den zwölf fondamenti, den Anlagen zur Salzgewinnung in der Lagune, allein fünf bei Murano. Zu diesen Salinen zählte etwa Tresaria, um die sich die Klöster San Giorgio, San Lorenzo und San Zaccaria im Jahr 1079 stritten.
Von ebenfalls großer Bedeutung war die Verarbeitung von Getreide, in erster Linie Weizen, der ganz überwiegend eingeführt werden musste. Dabei dominierten Wassermühlen. Die erste Nachricht von einer solchen Mühle auf Murano stammt aus dem Jahr 1001; die Familie Gradenigo besaß eine Mühle im Westen der Insel. Eine weitere Mühle lässt sich im Jahr 1250 am Lago di Santa Maria degli Angeli nachweisen, der in einem Dokument von 1408 wegen der einstigen Mühlen als lacu mollendinorum bezeichnet wird.

### Renaissance, Glasherstellung

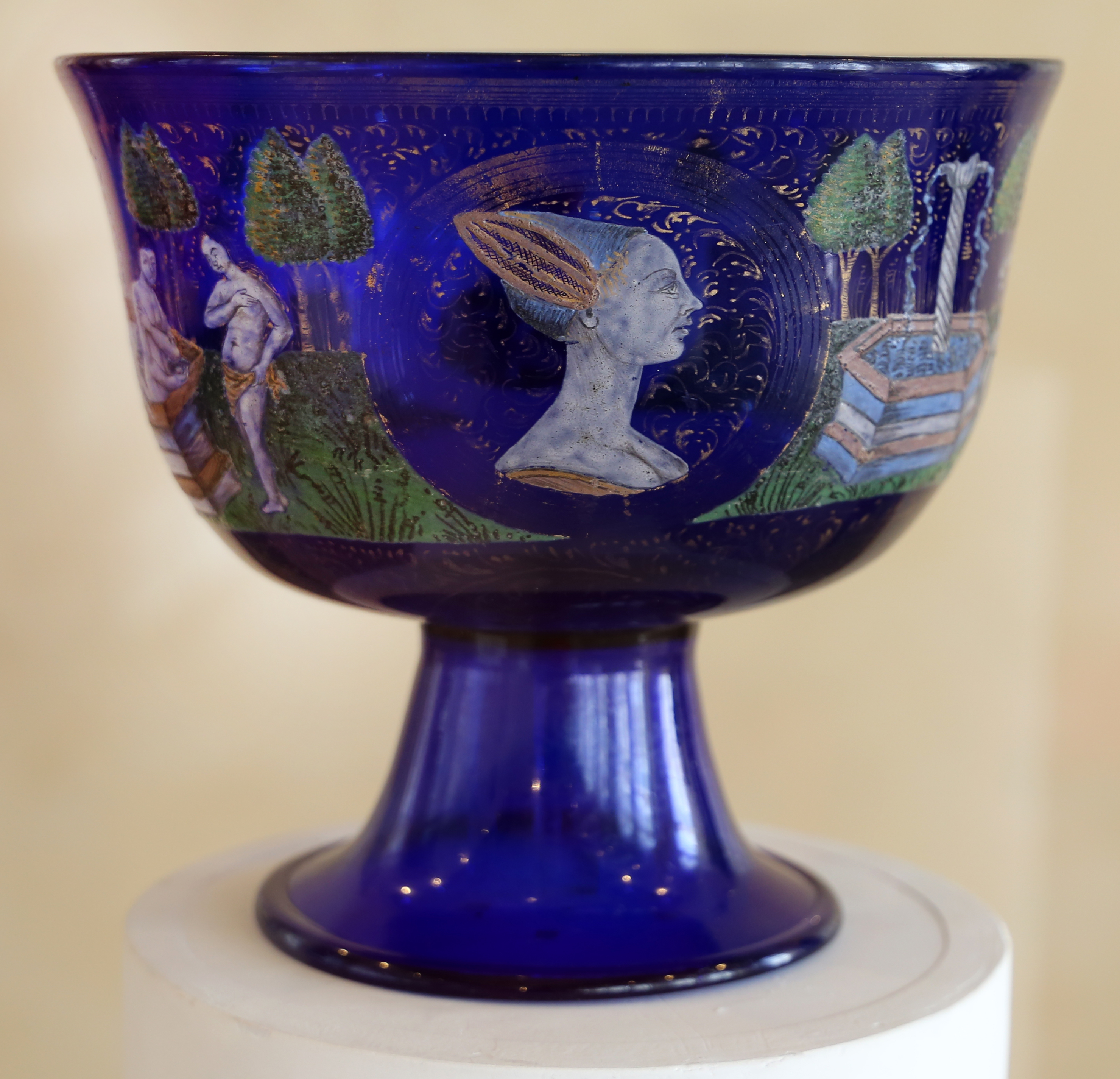
Gefäß von Angelo Barovier

Die antike Glasherstellung im Römischen Reich fand durch die Völkerwanderung eine Unterbrechung. Mutmaßlich über den Handel mit Byzanz, wo die Technik nicht verloren gegangen war, kam sie über Venedig nach Mitteleuropa zurück. Somit kann Venedig als Wiege der mitteleuropäischen Glasherstellung angesehen werden. Das älteste Dokument, in dem ein fiolario erwähnt wird, stammt von 982.
Aus Brandschutzgründen wurden 1295 alle Glasöfen von Venedig auf diese Insel verlagert. Vor allem diente diese Maßnahme jedoch dazu, das streng gehütete Geheimnis der Glasherstellung zu bewahren. Den gut bezahlten Glasbläsern war es unter Androhung der Todesstrafe verboten, ihr Wissen weiterzugeben. Dennoch war die Anerkennung des im 15. Jahrhundert entstandenen Patentrechts keine Selbstverständlichkeit. Der Glasmacher Giorgio Ballarin stahl dem Erfinder verschiedener Färbemethoden und des cristallo, Angelo Barovier (um 1400–1460), einige Rezepturen und verriet sie seinem angehenden Schwiegervater. Ballarin wurde daraufhin einer der erfolgreichsten Glasmacher auf Murano. Seit dem 13. Jahrhundert besaßen die Glasmacher Statuten, die 1441 reformiert und zusätzlich in Volgare übertragen wurden, in die venezianische Volkssprache. Diese Statuten nannten sich Mariegole.

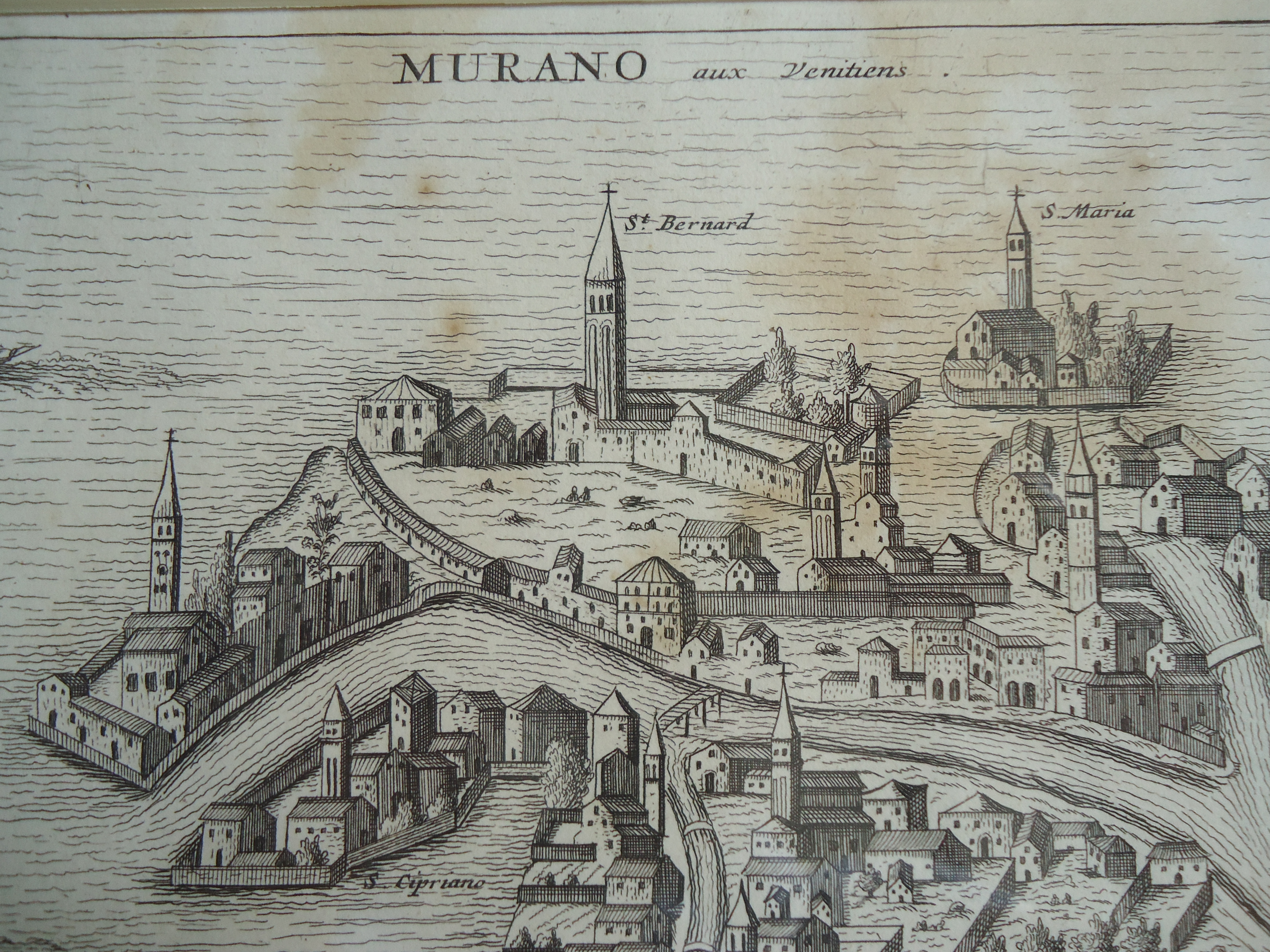
Plan von Murano, um 1600

In der Renaissance entwickelten sich die kunstvollen Glasprodukte des farblosen venezianischen cristallo zur Haupteinnahmequelle der Bevölkerung. Erhalten ist nur noch wenig; die Vielzahl der Formen und Dekore erschließt sich vor allem aus den Darstellungen auf Stillleben. Trotz aller Versuche der Republik Venedig, die Technik der Glasherstellung und Glasveredelung geheim zu halten, gelang es Ende des 16. sowie im 17. Jahrhundert einigen Glasbläsern, in die Länder nördlich der Alpen zu emigrieren und dort Glashütten zu gründen. Entscheidend waren vor allem die Abwerbeversuche Ludwigs XIV., der sich so seinen Traum vom Spiegelsaal erfüllen konnte. Als Glas à la façon de Venise lebte der venezianische Stil in Deutschland, in den Niederlanden und in Flandern weiter, wo weitere reichhaltige Sammlungen erhalten sind. Die venezianische Vormachtstellung in der Glasherstellung wurde erst im 18. Jahrhundert durch den Erfolg barocken Schnittglases gebrochen, denn diese vornehmlich in Böhmen und Schlesien, zunehmend jedoch auch andernorts in Deutschland beheimatete Technik beherrschten die Venezianer nicht.
Die 1817 aufgelassene Klosterkirche San Cipriano diente u. a. den Dogen Pietro Polani, beigesetzt 1148 und Pietro Gradenigo, beigesetzt 1311 als Grablege. Nach Umzug des Bischofssitzes von San Pietro di Castello nach San Marco 1807 und dem Umzug des 1563 errichteten Priesterseminars des Patriarchats neben die Kirche Santa Maria della Salute, Dorsoduro wurde die Klosterkirche San Cipriano 1837 verkauft und systematisch abgerissen. Der preußische Kronprinz und spätere König Friedrich Wilhelm IV. erwarb das byzantinische Apsismosaik für die Friedenskirche in Potsdam.
Bei der Neuorganisation der Sestieri in den 1170er Jahren wurde Murano zunächst dem Sestiere Santa Croce zugeschlagen. Ab dem späten 13. Jahrhundert unterstand die Insel einem Podestà. Spätestens 1581, wahrscheinlich jedoch erheblich früher, erhielt die Insel das Recht, einmal im Jahr eigene Medaillen nach dem Vorbild venezianischer Münzen zu prägen (die Oselle), und diese ihren Magistraten auszuhändigen. 1924 wurde die Insel gegen den Widerstand der Bevölkerung von Venedig eingemeindet. Dabei kam es zu Tumulten.

### Tourismus, Wiederaufleben der Glaskunst, Museum

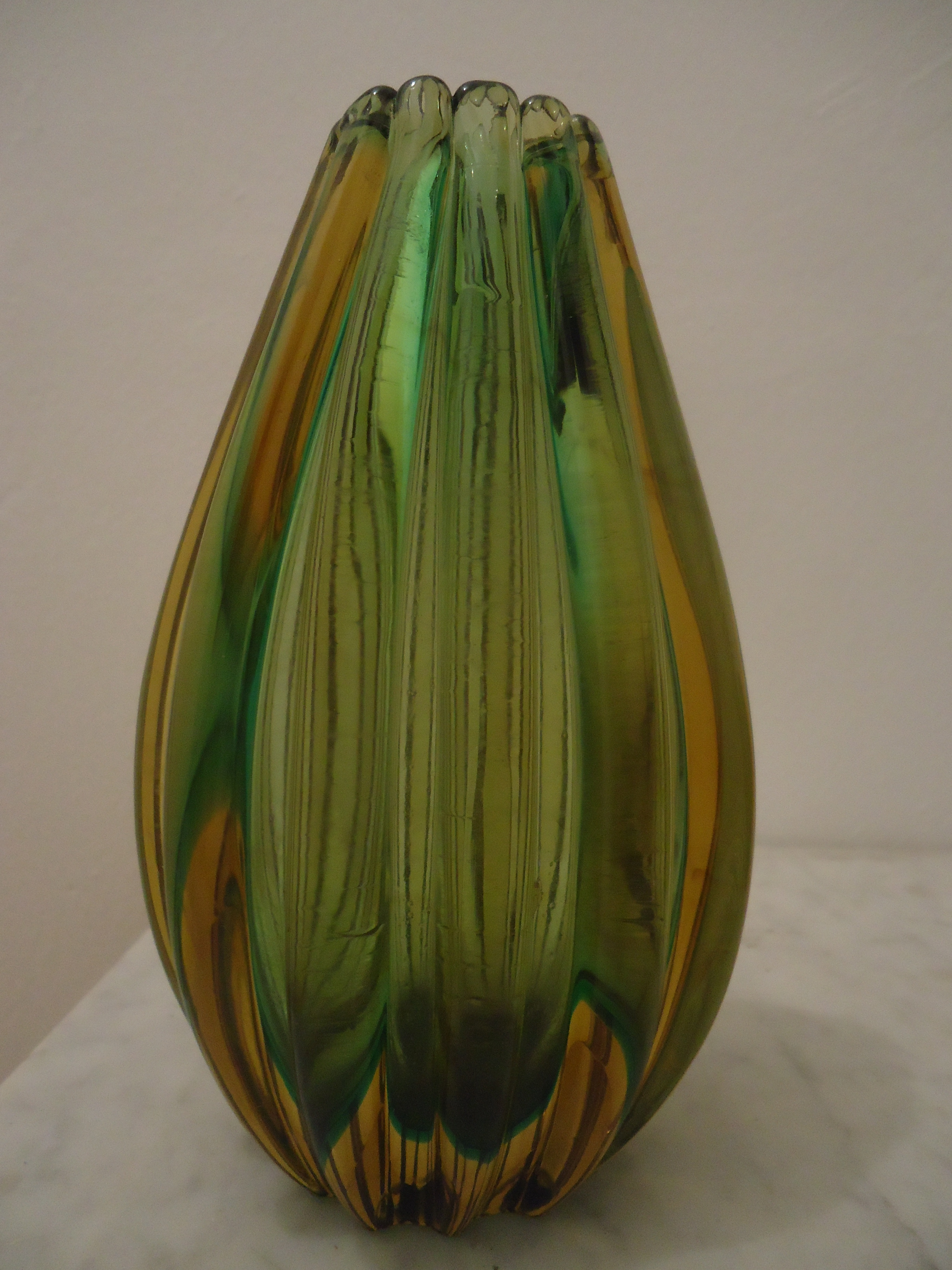
Rippenvase aus mundgeblasenem Muranoglas von Flavio Poli für Seguso Vetri d’Arte in Sommerso-Technik (um 1958)

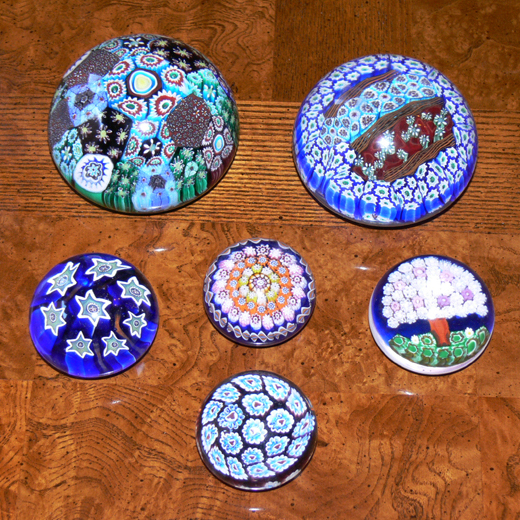
Briefbeschwerer aus Millefioriglas

Erst mit dem beginnenden Tourismus Anfang des 19. Jahrhunderts erlebte Murano ein erneutes Aufblühen. Der Historismus in Venedig, eingeleitet durch die Einrichtung einer Glasfachschule auf Murano 1860 und die Gründung der Firma Società Salviati & Co. durch Antonio Salviati 1866, knüpfte bewusst an die Glaskunst der Renaissance mit ihren dünnwandigen Flügelgläsern, Faden- und Netzgläsern (Reticella) wieder an. Für den Jugendstil in Millefiori-Dekoren, erzielt durch eingeschmolzene Murrine, stehen die Fratelli Toso. Venezianische Glasgefäße der 1950er und 1960er Jahre sind von Farbe und Dekor her am Expressionismus orientiert. Überaus bunte Streifen- und geometrische Op-Art-Dekore in Vetro-pezzato-Technik sind typisch für die Entwürfe von Paolo Venini, Fulvio Bianconi und Ercole Barovier; Ercole Baroviers Sohn Angelo bezieht sich bei einigen seiner Entwürfe ausdrücklich auf Vasarely. Auch einfarbige Gefäße mit verschiedenen Unterfängen (in vetro sommerso) von Flavio Poli gehören zum Repertoire der Venezianer des 20. Jahrhunderts.
Die tausendjährige Geschichte der Glasherstellung ist im Museo del Vetro im Palazzo Giustinian auf Murano mit Vasen, Spiegeln und Trinkgefäßen dokumentiert. Einer der drei großen Deckenleuchter im Eingangsbereich ist ein prämiertes Werk der Fratelli Toso, das zur Eröffnung des Museums 1854 beigesteuert wurde.
1861 initiierten Antonio Colleoni (1811–1855), der Bürgermeister der Insel, und der Abt Vincenzo Zanetti (1824–1883) die Einrichtung eines Archivs, um die Archivalien der Insel zu erhalten und der Öffentlichkeit zugänglich zu machen. Zanetti richtete direkt neben dem Archiv eine Glasmacherschule ein, in der die alten Techniken gelehrt wurden. Nachdem die Insel zu Venedig eingemeindet wurde, unterstand das örtliche Museum den Musei Civici Veneziani. Die Technik, mit der das Muranoglas hergestellt wird, beherrschen nur die Glashersteller aus Murano.
Heute sind die Straßenzüge der Insel durch eine Vielzahl von Glasgeschäften geprägt und Muranoglas ist zum beliebten Sammlerartikel geworden. Dabei ist deutlich zu unterscheiden zwischen Glasgalerien, in denen die zeitgenössischen Arbeiten venezianischer Studioglaskünstler ausgestellt und erhältlich sind, und touristischen Souvenirläden, die in Serienproduktion hergestellte Glasobjekte vertreiben.
2001 zählte man auf der Insel 4968 Einwohner.

## Sehenswürdigkeiten

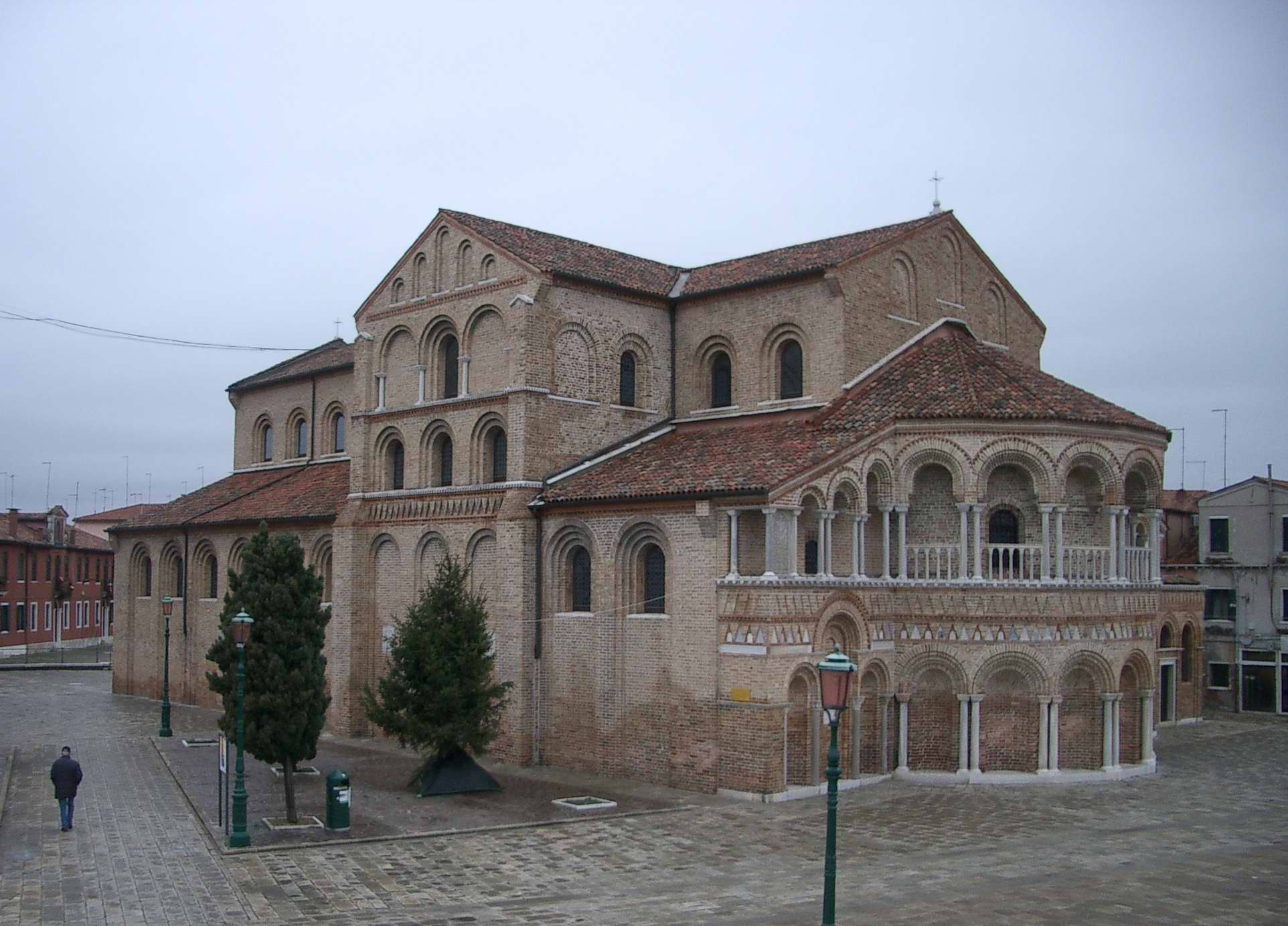
Basilika Santa Maria e San Donato

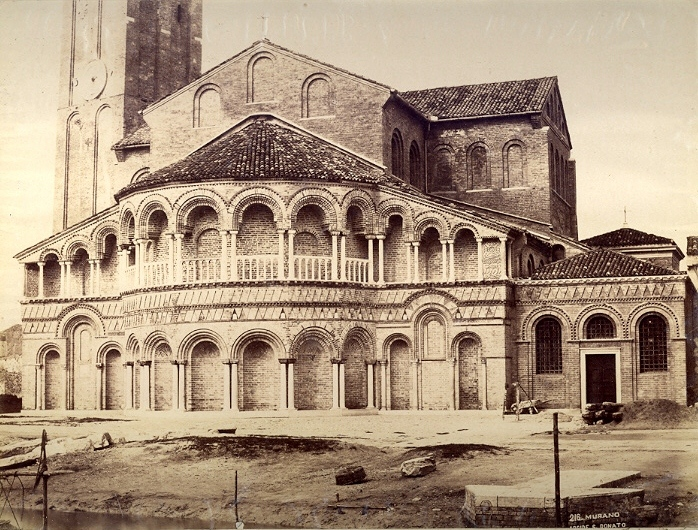
Apsis der Basilika, Foto von Carlo Naya

Eine weit bekannte Kirche Muranos ist die Basilica di Santi Maria e Donato aus dem 12. Jahrhundert mit ihrem farbenprächtigen Mosaikboden aus dem Jahr 1140 und dem freistehenden viereckigen Campanile. Sie war ehemals die Kathedrale der Bischöfe von Torcello und Murano.
Die eigentliche Eingangsseite der Basilika ist der Ordnung entsprechend nach Westen gerichtet. Man wollte bei dieser direkt am Kanal gelegenen Kirche weniger die Einheimischen beeindrucken als die anreisenden Gäste, die meist über den Rio San Matteo, vom Osten her kamen. Daher ist diese Ostseite der Kirche, also der Chorbereich, die eigentliche Schauseite. Diese der Gottesmutter und dem hl. Donatus geweihte Kirche ist einer der ältesten Bauten der ganzen Lagune. Sie wurde bereits im 7. Jahrhundert errichtet, später im 9. und wieder im 12. Jahrhundert umgebaut und 1140 in der heutigen Form vollendet.
Besonders der Chorraum ist sehr repräsentativ gestaltet; mit auffallenden weißen Säulen wurde eine zweigeschossige Bogenkonstruktion errichtet. Im ersten Geschoss wird in der umlaufenden Galerie die Arkadengliederung des Erdgeschosses wiederholt. Sehr ähnliche Bogenformen umlaufen in mehreren Etagen die gesamte Schauseite, entweder als begehbare Galerie oder als Fensterumrahmung oder als nur aufgeblendete Arkadenfolge.
Berühmt ist der Innenraum der Basilika wegen seiner aufwendigen Fußbodenmosaike aus der Mitte des 12. Jahrhunderts. Das farbenfrohe Venedig hat auf diesem Gebiet sehr viel Sinn für feingliedrige Dekoration entwickelt. Die Halbkuppel des Apsisbereiches zeigt nach byzantinischem Vorbild genau wie in Torcello auf einem goldenen Mosaikgrund die einsame Gestalt der Madonna.
Außer Santa Maria e Donato hat Murano eine weitere sehenswerte Kirche, nämlich die 1348 als Klosterkirche der Dominikaner erbaute und nach dem Brand von 1474 renovierte und 1511 wiedereröffnete Kirche San Pietro martire. Das ehemalige Kloster Santa Maria degli Angeli wurde nach der Säkularisation zu einem Krankenhaus umgebaut. Verschiedene Kunstwerke der ehemaligen Inneneinrichtung finden sich im Glasmuseum von Murano.

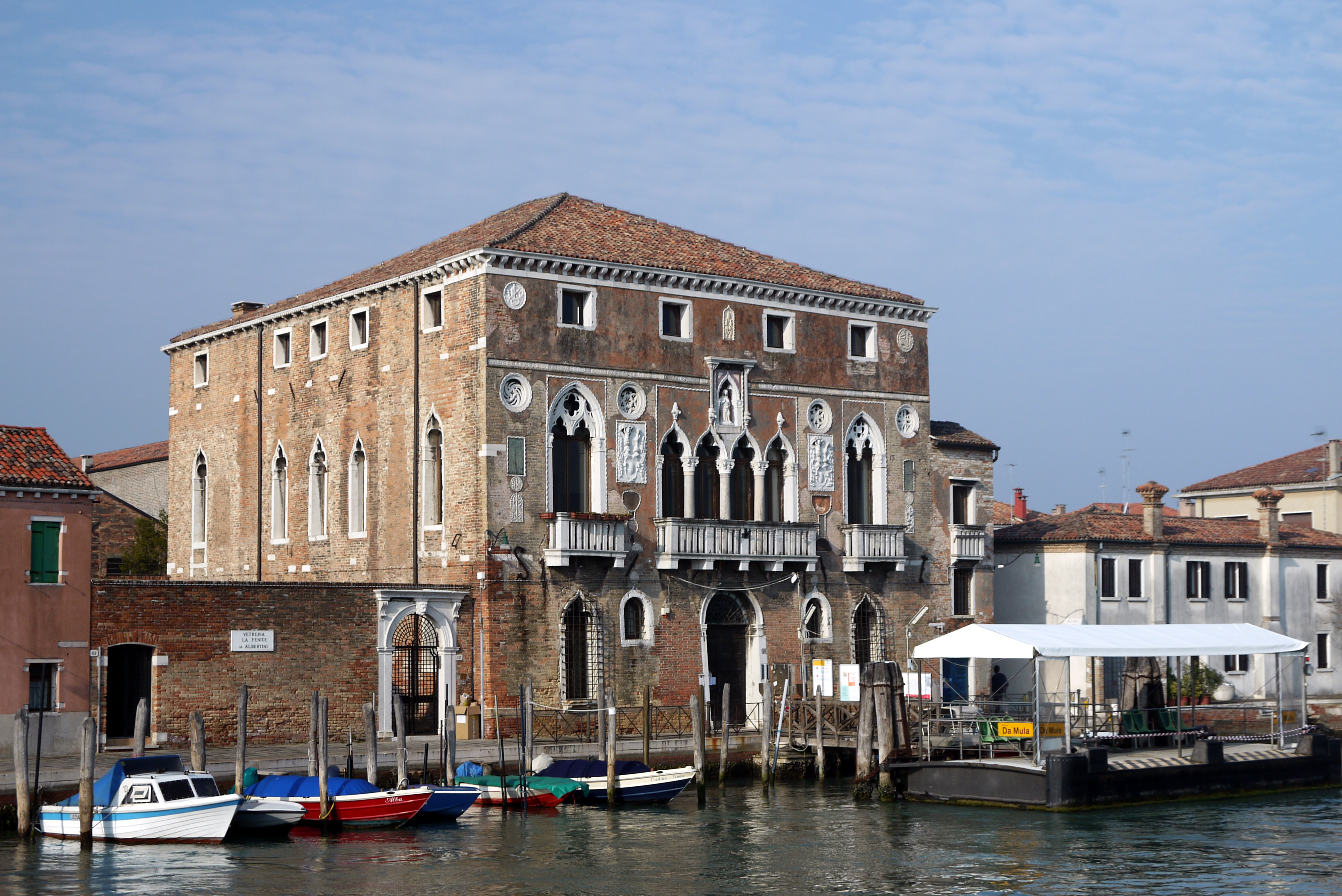
Palazzo da Mula, Murano

Ein Denkmal erinnert an den italienischen Schriftsteller Italo Svevo (ursprünglich Hector Aron Schmitz; genannt Ettore Schmitz), der in den Jahren 1898 bis 1916 auf Murano lebte, wo er die Fabrik seiner Schwiegereltern führte und Unterwasserfarben herstellte. Das Denkmal enthält ein Glasobjekt und eine Bronzetafel mit einem Zitat von Italo Svevo.
Einer der letzten Vertreter der auf Murano früher häufigen Villen ist der Palazzo da Mula, dessen Geschichte ins 14. Jahrhundert zurückreicht.

## Verkehr
Murano ist von Venedig aus gut mit dem Vaporetto zu erreichen. Circolare Nr. 4.1 fährt von Murano nach San Michele, steuert dann Fondamenta Nove, den Bahnhof Venezia Santa Lucia, Piazzale Roma, die Giudecca, S. Zaccaria an und kehrt dann über Fondamenta Nove nach Murano zurück. Diretto Murano (DM) steuert hingegen vom Parkhaus und dem Bahnhof mit fünf Zwischenhalten Murano direkt an.

## Sport
Murano besitzt ein kleines Stadion, das Centro Sportivo San Mattia Murano, mit einem Spielfeld von 105 × 60 m, das für 250 Besucher vorgesehen ist und für den örtlichen Verein AC Muranese und einige andere Mannschaften errichtet wurde. Der AC Muranese wurde 1929 gegründet und ging nach 80 Jahren in der A.S.D. Laguna di Venezia auf.

## Persönlichkeiten
- Alberto Radi (1919–1989), Steuermann im Rudern

### Kunst und Kunstgeschichte
- Attila Dorigato: Glaskunst in Venedig. In: Giandomenico Romanelli (Hrsg.): Venedig, Kunst & Architektur, Bd. 2, Köln 1997, S. 790–797.
- Vincenzo Zanetti: Guida di Murano e delle celebri sue fornaci vetrarie, Venedig: Forni 1984.
- Sergio Barizza, Giorgio Ferrari: L’Archivio municipale di Murano 1808/1924, Portogruaro: Cooperativa Nuova Dimensione editrice 1990.
- Aldo Bova, Attilia Dorigato, Puccio Migliaccio, Vladimiro Rusca: Vetri artistici. Antonio Salviati, 1866–1878 (Museo del vetro di Murano, 1), 2008.
- Maurizia Vecchi: Chiese e monasteri medioevali scomparsi della laguna superiore di Venezia. Ricerche storico-archeologiche, Rom [1983], S. 38–44, 127–168 (Isola di Murano). (Digitalisat bei archive.org, 21. Dezember 2021).
- Maurizia Vecchi: Sculture tardo-antiche e alto-medievali di Murano, Bretschneider, Rom 1995.[9]

### Geschichte
- Luigi Vianello: Una gemma delle lagune. La storia di Murano, Venedig 1912.
- Silvano Tagliapietra: Cronache muranesi 3. Il tempo della Muran Nova 1951–1975, Helvetia, 1990.
- Silvano Tagliapietra: Murano dalla „Marsigliese“ alla „Bella Gigogin“. l’Ottocento, Helvetia, 1985.
- Silvano Tagliapietra: I muranesi nel Settecento, Helvetia, 2002.
- Mario De Biasi: La fine dell’autonomia di Murano, 1924, Associazione per lo studio e lo sviluppo della cultura muranese, Murano 1994.
- Pompeo Molmenti, Dino Mantovani: Le isole della laguna veneta, Bergamo 1904, S. 88–106 (Digitalisat bei archive.org und beim MDZ).

### Archäologie
- Marco Bortoletto: Murano, Mazzorbo e Torcello. Tre siti a confronto. Indagini archeologiche nella laguna a nord di Venezia, in: Archeologia delle Acque 1/1 (1999) 55–74.
- Liala Bazzani: Archeologia e storia dei mulini a Venezia, tesi di laurea, Venedig 2018, S. 75–79 (Digitalisat).

### Reiseführer
- Giovanni Antonio Moschini: Guida Per L’Isola Di Murano, 2. Aufl., Palese, Venedig 1808 (Digitalisat bei der Staatsbibliothek zu Berlin).
- Vincenzo Zanetti: Guida di Murano e delle celebri sue fornaci vetrarie. Corredata di note storiche, artistiche, biografiche, cronologiche con tavole prospettiche, Antonelli, Venedig 1866 (Digitalisat).

## Film
- Murano. Dokumentarfilm, Deutschland, 2003, 30 Min., Buch und Regie: Birgit Kienzle, Produktion: SWR, Film-Informationen von 3sat.